# 미술의 역사
미술의 역사는 여러 목적에 의해 인간이 만든 물건에 초점을 둔다. 간단히 미술사라고도 부른다.
미술의 역사는 각 문명 시기 가운데 만들어진 걸작의 연대로 불린다. 그러므로 세계의 불가사의로 비쳐지는 하이 컬처의 이야기로서 표현이 가능하다.
미술의 종류는 여러가지로, 표현이 다양하다.

## 같이 보기
- 동양 미술사
- 영화의 역사
- 문학사
- 음악의 역사
- 연극의 역사
- 비디오 게임의 역사
- 미술사 연표